# 伽拉忒亚的胜利
《伽拉忒亚的胜利》是意大利画家拉斐尔于1512年左右为罗马法尔内西纳别墅绘制的湿壁画。
法尔内西纳别墅由当时的顶级富豪锡耶纳银行家阿戈斯蒂诺·基吉出资建造。后被法尔内塞家族收购并更名。该作品属于别墅露天画廊中一组神话题材壁画，创作灵感可能源自奥维德的《变形记》或安杰洛·波利齐亚诺的《锦标赛诗节》。画面题材来源于希腊神话：美丽的涅瑞伊得斯·伽拉忒亚与平民牧羊人阿喀斯相恋。她的丈夫独眼巨人波吕斐摩斯偶然发现了这一恋情，于是投掷了一根巨大的柱子杀死了情敌。值得注意的是，与拉斐尔壁画相邻的正是塞巴斯蒂亚诺·德尔·皮翁博创作的描绘吕斐摩斯的壁画。
拉斐尔并未描绘故事中任何主要情节，而是刻画了圣女升入神界的场景。伽拉忒亚坐着一辆由两只海豚牵引的贝壳战车，双眼看向天空，周围环绕着一些海洋生物。在左边，半人半鱼的特里同绑架了一位海仙女；在他们身后，另一位特里同正吹响贝壳号。这些生物造型被认为借鉴了米开朗基罗的绘画风格。环绕在伽拉忒亚周围的男童形象很容易让人联想到在拉斐尔其他作品中对圣婴的描绘。画面的装饰性部分，包括伽拉忒亚身上的红色披风和脚下闪闪发光的波浪，据说是在仿照古罗马的绘画风格。
有些人认为加拉蒂亚的原型是阿戈斯蒂诺·基吉的情人、名妓因佩里亚；但据与拉斐尔同时代的乔尔乔·瓦萨里记载，拉斐尔并未想要表现任何具体人物，而是希望能呈现理想化的完美女性形象。当拉斐尔被问及是在哪里找到如此美丽的模特时，他只是说使用了脑海中的“某个想法”。
在一封给巴尔达萨雷·卡斯蒂廖内的信中，拉斐尔经彼得罗·阿雷蒂诺转述道：“要画出一位美女，我必须见识许多美女。假使大人您能同我一起选择最美的人的话（尚且好办）。但由于缺乏优秀的评判者和优美的形象，我只能用我脑海中浮现的灵感来创作。”
林琴学院的安东尼奥·斯加梅洛蒂等人对画作中的海天蓝彩进行了化学分析，并在其中发现了埃及蓝的存在。这种颜料原料自从罗马帝国灭亡后就已经被青金石所取代的。拉斐尔特地为希腊神话场景复原这种古老颜料，很可能是因为他对古典世界的兴趣。

## 另参见
- 拉斐尔绘画列表